# 聖誕頌歌 (韓國電影)
是一部2022年上映的韓國驚悚片，由執導OCN電視劇《救救我》的金成洙擔任導演和編劇，並由朴珍榮、金永敏、金東輝、宋建熙、许栋元主演。該片根據作家朱元奎的同名小說進行改編，講述在雙胞胎弟弟死亡，為了報仇主動進入少年院的哥哥和少年院裡的幫派展開殘酷對決的故事，2022年12月7日在韓國上映。

## 演員陣容

### 主要人物
| 演員   | 角色   | 介紹                                                       |
| ------ | ------ | ---------------------------------------------------------- |
| 朴珍榮 | 朱日祐 | 雙胞胎裡的哥哥，為了給死去的弟弟報仇而主動進入少年感化院。 |
| 朴珍榮 | 朱月祐 | 雙胞胎裡的弟弟，有智能障礙，在聖誕節的早晨被發現身亡。     |
| 金永敏 | 趙順宇 | 在暴力橫行的少年感化院裡的輔導老師。                       |
| 金東輝 | 孫煥   | 與雙胞胎兄弟感情深厚的少年院學生。                         |
| 宋建熙 | 文子勛 | 任意擺佈少年院中同夥的人物。                               |
| 许栋元 | 韓熙尚 | 少年院高高在上的矯正老師。                                 |

### 其他人物
| 演員   | 角色   | 介紹           |
| ------ | ------ | -------------- |
| 黄仁成 | 高方天 | 少年院学生。   |
| 徐镇元 | 崔努利 | 少年院学生。   |
| 金政振 | 白英中 | 少年院学生。   |
| 南志宇 |        | 文子勋的律师。 |

### 特别出演
| 演員   | 角色 | 介紹             |
| ------ | ---- | ---------------- |
| 尹宥善 |      | 文子勋的母亲。   |
| 鄭海均 |      | 赵顺宇的律师。   |
| 孙炳旭 |      | 强制拆迁队班长。 |
| 河会正 |      | 少年院矫正老师。 |
| 钟浩   |      | 勇哲             |

## 製作

### 拍摄
2022年1月28日開拍，3月3日殺青。

### 损益平衡点
据报道，《圣诞颂歌》的损益平衡点为35万观影人次。

## 發行
2022年12月21日起提供IPTV和VOD家庭點播服務，累計觀影人次為23,820名。

## 反響

### 票房
上映首日（12月7日）吸引4506名觀眾到影院觀影，位列單日票房第六位，放映屏數410塊。上映第8日（12月14日），隨著好萊塢大片《阿凡達：水之道》在韓國上映，放映屏數驟減至13塊。

### 獎項
| 年份   | 頒獎典禮                   | 獎項                    | 入圍者 | 結果 | 參            |
| ------ | -------------------------- | ----------------------- | ------ | ---- | ------------- |
| 2023年 | 第59屆百想藝術大獎         | 電影部門 男子新人演技獎 | 朴珍榮 | 獲獎 | [ 12 ] [ 13 ] |
| 2023年 | 第43届韩国电影评论家协会奖 | 最佳新人男演员          | 朴珍榮 | 獲獎 |               |

## 外部鏈接
- NAVER上《聖誕頌歌》的資料
- Daum上《聖誕頌歌》的資料

- 韩国电影数据库（KMDb）上《聖誕頌歌》的資料